# Idmidronea murogensis
Idmidronea murogensis är en mossdjursart som först beskrevs av Brood 1976.  Idmidronea murogensis ingår i släktet Idmidronea och familjen Tubuliporidae. Inga underarter finns listade i Catalogue of Life.